# Celtic Woman: A Christmas Celebration
Celtic Woman är ett studioalbum av Celtic Woman, släppt den 3 oktober 2006. Albumet sålde guld i december 2006 (över 500 000 exemplar) och platina i november 2011 (över 1 000 000), enligt RIAA.

## Låtlista
| Nr  | Titel                                                                              | Vokalist(er)                                                               | Längd |
| --- | ---------------------------------------------------------------------------------- | -------------------------------------------------------------------------- | ----- |
| 1.  | Carol of the Bells                                                                 | Chloë Agnew, Órla Fallon, Lisa Kelly, Máiréad Nesbitt, Méav Ní Mhaolchatha | 02:40 |
| 2.  | Silent Night (Stille Nacht, heilige Nacht) iriskspråkig och engelskspråkig version | Nesbitt, Ní Mhaolchatha                                                    | 03:25 |
| 3.  | White Christmas                                                                    | Agnew, Kelly, Ní Mhaolchatha                                               | 03:21 |
| 4.  | Away in a Manger                                                                   | Fallon                                                                     | 02:34 |
| 5.  | Ding Dong Merrily on High                                                          | Agnew, Fallon, Kelly, Nesbitt, Ní Mhaolchatha                              | 03:00 |
| 6.  | Little Drummer Boy                                                                 | Agnew, Fallon                                                              | 03:48 |
| 7.  | The Christmas Song                                                                 | Kelly                                                                      | 03:35 |
| 8.  | In the Bleak Midwinter                                                             | Nesbitt                                                                    | 03:31 |
| 9.  | The First Noel                                                                     | Agnew, Fallon, Kelly, Ní Mhaolchatha                                       | 03:52 |
| 10. | The Wexford Carol                                                                  | Ni Mhaolchatha                                                             | 03:07 |
| 11. | Christmas Pipes                                                                    | Agnew, Fallon, Kelly, Nesbitt, Ní Mhaolchatha                              | 07:40 |
| 12. | O Holy Night                                                                       | Agnew, Fallon, Kelly, Nesbitt, Ní Mhaolchatha                              | 04:24 |
| 13. | Panis Angelicus                                                                    | Agnew                                                                      | 03:58 |
| 14. | Green the Whole Year Round                                                         | Kelly                                                                      | 04:50 |
| 15. | Have Yourself a Merry Little Christmas                                             | Agnew, Fallon, Kelly, Nesbitt, Ní Mhaolchatha                              | 02:41 |

### Bonusspår för Japan
| Nr  | Titel                               | Vokalist(er)                                  | Längd |
| --- | ----------------------------------- | --------------------------------------------- | ----- |
| 16. | Beyond The Sea (30 Sec. CM-version) | Agnew, Fallon, Kelly, Nesbitt, Ní Mhaolchatha | 00:40 |

### Bonusspår för Spanien
1. Don Oíche Úd Mbeithil (That Night in Bethlehem)
2. O Come All Ye Faithful (Adeste Fideles)
3. Let it Snow